# Minettia biseriata
Minettia biseriata är en tvåvingeart som först beskrevs av Friedrich Hermann Loew 1847.  Minettia biseriata ingår i släktet Minettia och familjen lövflugor. Inga underarter finns listade i Catalogue of Life.